# Ebenavia maintimainty
Espèce
Statut de conservation UICN

 EN B1ab(iii) : En danger
Ebenavia maintimainty est une espèce de geckos de la famille des Gekkonidae.

## Répartition
Cette espèce est endémique de Madagascar.

## Description
C'est un gecko insectivore, arboricole et nocturne. 
Il mesure jusqu'à 80 mm.

## Publication originale
- Nussbaum & Raxworthy, 1998 : Revision of tyhe genus Ebenavia Boettger (Reptilia: Squamata: Gekkonidae). Herpetologica, vol. 54, n. 1, p. 18-34.